# میروسلاو ایرچان
میروسلاو ایرچان (انگلیسی: Myroslav Irchan; ۱۴ ژوئیهٔ ۱۸۹۷ – ۳ نوامبر ۱۹۳۷) شاعر، رمان‌نویس، جستار، نمایشنامه‌نویس، ترجمه، نقد ادبی، روزنامه‌نگار، تاریخ‌نگار، نشر، ویراستاری اهل اتریش-مجارستان بود. وی بین سال‌های ۱۹۱۸ تا ۱۹۳۳ میلادی فعالیت می‌کرد.